# Primera División de Bolivia 1973
El Campeonato Nacional de 1973 fue el 15º torneo nacional de primera división en Bolivia que organizó la Federación Boliviana de Fútbol. El Campeón Nacional fue el Club Wilstermann obteniendo el Bicampeonato Nacional 1972-1973.

## Formato
El campeonato fue jugado entre agosto y el 30 de diciembre de 1973. El campeonato consistió en dos fases: Una fase de grupos y una fase final. Un club recibe 2 puntos por partido ganado, 1 punto por partido empatado y 0 puntos por partido perdido.
Fase de grupos
Los 6 campeones y los 6 subcampeones de las Asociaciones de Fútbol de los departamentos de Bolivia, son distribuidos en 2 series de 6 equipos. Los clubes de cada serie compiten todos contra todos en dos vueltas (local y visitante), jugando un total de 10 partidos cada uno.
Fase Final
El ganador del Campeonato Nacional anterior (1972) y los 2 primeros de las series A y B, compiten todos contra todos en dos vueltas (local y visitante), jugando un total de 8 partidos cada uno.
El Campeón y el subcampeón del torneo clasifican a la Copa Libertadores 1974.

## Equipos y estadios
Participan los Campeones y subcampeones de las Asociaciones de Fútbol de Chuquisaca, Cochabamba, La Paz, Oruro, Potosí y Santa Cruz. También participa el ganador del Campeonato Nacional anterior (1972: Wilstermann).
| Equipo                  | Fundación               | Ciudad                  | Estadio           |
| ----------------------- | ----------------------- | ----------------------- | ----------------- |
| 31 de Octubre           | 21 de noviembre de 1954 | La Paz                  | Olímpico La Paz   |
| Aurora                  | 27 de mayo de 1935      | Cochabamba              | Félix Capriles    |
| Deportivo Municipal     | 20 de octubre de 1944   | La Paz                  | Olímpico La Paz   |
| Independiente Unificada | 1 de abril de 1926      | Potosí                  | Potosí            |
| Ingenieros              | 4 de julio de 1928      | Oruro                   | Jesús Bermúdez    |
| Oriente Petrolero       | 5 de noviembre de 1955  | Santa Cruz de la Sierra | Willy Bendeck     |
| Petrolero               | 16 de abril de 1950     | Cochabamba              | Félix Capriles    |
| Policar                 | 26 de enero de 1960     | Sucre                   | Morro de Surapata |
| Real Santa Cruz         | 2 de mayo de 1962       | Santa Cruz de la Sierra | Willy Bendeck     |
| San José                | 19 de marzo de 1942     | Oruro                   | Jesús Bermúdez    |
| Stormers                | 25 de enero de 1914     | Sucre                   | Morro de Surapata |
| Stormers Petrolero      | 26 de mayo de 1897      | Potosí                  | Potosí            |
| Wilstermann             | 24 de noviembre de 1949 | Cochabamba              | Félix Capriles    |

## Fase de grupos

### Serie A
| Pos | Equipo                  | Pts | PJ | PG | PE | PP | GF | GC | Dif |
| --- | ----------------------- | --- | -- | -- | -- | -- | -- | -- | --- |
| 1º  | 31 de Octubre           | 14  | 10 | 6  | 2  | 2  | 31 | 6  | 25  |
| 2º  | Oriente Petrolero       | 14  | 10 | 6  | 2  | 2  | 14 | 12 | 2   |
| 3º  | Aurora                  | 12  | 10 | 4  | 4  | 2  | 17 | 10 | 7   |
| 4º  | Stormers                | 11  | 10 | 5  | 1  | 4  | 17 | 17 | 0   |
| 5º  | Independiente Unificada | 6   | 10 | 3  | 0  | 7  | 14 | 31 | -17 |
| 6º  | Ingenieros              | 3   | 10 | 1  | 1  | 8  | 11 | 28 | -17 |

Pts = Puntos; PJ = Partidos Jugados; G = Partidos Ganados; E = Partidos Empatados; P = Partidos Perdidos; GF = Goles Anotados; GC = Goles Recibidos; Dif = Diferencia de gol
|  | Clasificados a la Fase Final |

### Serie B
| Pos | Equipo              | Pts | PJ | PG | PE | PP | GF | GC | Dif |
| --- | ------------------- | --- | -- | -- | -- | -- | -- | -- | --- |
| 1º  | Deportivo Municipal | 17  | 10 | 8  | 1  | 1  | 25 | 7  | 18  |
| 2º  | Petrolero           | 12  | 10 | 5  | 2  | 3  | 18 | 12 | 6   |
| 3º  | San José            | 11  | 10 | 4  | 3  | 3  | 10 | 12 | -2  |
| 4º  | Real Santa Cruz     | 10  | 10 | 4  | 2  | 4  | 16 | 13 | 3   |
| 5º  | Policar             | 8   | 10 | 3  | 2  | 5  | 18 | 23 | -5  |
| 6º  | Stormers Petrolero  | 2   | 10 | 0  | 2  | 8  | 8  | 28 | -20 |

Pts = Puntos; PJ = Partidos Jugados; G = Partidos Ganados; E = Partidos Empatados; P = Partidos Perdidos; GF = Goles Anotados; GC = Goles Recibidos; Dif = Diferencia de gol
|  | Clasificados a la Fase Final |

## Fase final
| Pos | Equipo              | Pts | PJ | PG | PE | PP | GF | GC | Dif |
| --- | ------------------- | --- | -- | -- | -- | -- | -- | -- | --- |
| 1º  | Wilstermann         | 12  | 8  | 5  | 2  | 1  | 12 | 4  | 8   |
| 2º  | Deportivo Municipal | 9   | 8  | 4  | 1  | 3  | 14 | 7  | 7   |
| 3º  | 31 de Octubre       | 9   | 8  | 3  | 3  | 2  | 15 | 10 | 5   |
| 4º  | Petrolero           | 6   | 8  | 2  | 2  | 4  | 12 | 19 | -7  |
| 5º  | Oriente Petrolero   | 4   | 8  | 0  | 4  | 4  | 4  | 17 | -13 |

Pts = Puntos; PJ = Partidos Jugados; G = Partidos Ganados; E = Partidos Empatados; P = Partidos Perdidos; GF = Goles Anotados; GC = Goles Recibidos; Dif = Diferencia de gol
|  | Campeón Nacional, clasificado a la Copa Libertadores 1974. |
|  | Subcampeón, clasificado a la Copa Libertadores 1974.       |

| Bicampeón Nacional 1972-1973 Wilstermann Séptimo Título Nacional |